# Армяно-саудовские отношения
Официальных дипломатических отношений между Арменией и Саудовской Аравией не существовало до 24 ноября 2023 года. С того дня между Республикой Армения и Королевством Саудовская Аравия официально были установлены дипломатические отношения
Между Республикой Армения и Королевством Саудовская Аравия был подписан протокол об установлении дипломатических отношений. Протокол был подписан в Абу-Даби послом Армении в ОАЭ Кареном Григоряном и послом Королевства Саудовская Аравия в ОАЭ Султаном ибн Абдаллой Аль-Ангаром. В целом в отношениях между двумя странами с 2010-х годов наблюдалось значительное потепление, возможно, из-за общего противодействия усилению турецкого влияния.

## История

### С 1990-х до начала 2010-х
Из-за истории нагорно-карабахского конфликта, в частности войны в Нагорном Карабахе в 1994 году, Саудовская Аравия и Армения не имеют официальных отношений, поскольку Саудовская Аравия поддерживает позицию Азербайджана в Карабахе. Этот вопрос остался, поскольку Саудовская Аравия остаётся твёрдой в своей позиции по Карабахскому региону как части Азербайджана и не установила отношений.

### С середины 2010-х
Однако после прихода к власти наследного принца Саудовской Аравии Мухаммеда ибн Салмана и роста враждебности между Саудовской Аравией и Турцией, которая имеет плохие отношения с Арменией, отношения между Саудовской Аравией и Арменией испытали новый уровень улучшения. И Саудовская Аравия, и Армения разделяют общие взгляды на турецкий экспансионизм при Реджепе Тайипе Эрдогане как угрозу для этих стран, при этом Саудовская Аравия в 2019 году объявила антитурецкий бойкот. Обстановка обострилась из-за антисаудовских высказываний турецкого правительства; в то время как у Армении есть споры с Турцией по поводу Геноцида армян и её союза с Азербайджаном.
В 2019 году Саудовская Аравия согласилась выступить посредником окончательного решения по признанию Геноцида армян в Конгрессе США. Саудовская принцесса Рима бинт Бандар Аль Сауд в своём заявлении осудила Турцию за лицемерие в отказе признать геноцид. Посол Саудовской Аравии в Ливане также посетил мемориал Геноцида армян, чтобы продемонстрировать саудовскую солидарность с Арменией.
В сентябре 2018 года, несмотря на то, что между двумя странами не установились официальные отношения, наследный принц Саудовской Аравии Мухаммед ибн Салман и король Саудовской Аравии Салман поздравили Армению с днём независимости, что было сочтено прорывом. Несколько лет спустя, когда в 2020 году разразилась Вторая карабахская война, Саудовская Аравия вместе с Объединёнными Арабскими Эмиратами тайно поддержала Армению в борьбе с Азербайджаном. Кроме того, саудовский телеканал Аль-Арабия принял специальную речь президента Армении Армена Саркисяна, в которой президент Армении призвал международное сообщество не допустить совместного вмешательства Турции и Азербайджана в конфликт.
С другой стороны, Саудовская Аравия стремилась воздержаться от прямой поддержки Армении, вместо этого призывая обе стороны (Армению и Азербайджан) решить проблему, в основном из-за того, что Саудовская Аравия рассматривает Азербайджан как потенциального партнёра против Ирана, хотя Саудовская Аравия всё более враждебно настроена по отношению к Турции, союзнику Азербайджана.
В 2023 году, между Арменией и Саудовской Аравией были заключены дипломатические отношения.